# Sarenseck
Sarenseck ist ein Ortsteil der Gemeinde Göhrde im Landkreis Lüchow-Dannenberg in Niedersachsen.

## Geographie
Der Ort liegt zwei Kilometer südwestlich von Hitzacker (Elbe). Zu Sarenseck gehört die Siedlung Kamerun.

## Geschichte
Für das Jahr 1848 wird angegeben, dass Sarenseck fünf Wohngebäude hatte, in denen 46 Einwohner lebten. Zu der Zeit war der Ort nach Hitzacker eingepfarrt wo sich auch die Schule befand.
Am 1. Dezember 1910 hatte Sarenseck als eigenständige Gemeinde im Kreis Dannenberg 40 Einwohner. Am 1. Juli 1972 wurde die bis dahin selbständige Gemeinde in die Gemeinde Metzingen eingemeindet, die am  29. Januar 1976 in Gemeinde Göhrde umbenannt wurde.
Bis 1990 gab es in Sarenseck eine Dauereinsatzstellung des Tieffliegermelde- und Leitdienstes der Bundeswehr.